# Toque de recolher
O termo "toque de recolher" ou "recolher obrigatório" se aplica à proibição, decretada por um governo ou autoridade, de que pessoas permaneçam nas ruas após uma determinada hora.
O nome deriva essencialmente da prática europeia de, durante guerras, após determinada hora (geralmente o início da noite), soar uma sirene para que a população deixasse as ruas em caso de bombardeio. Atualmente, o toque pode ou não ser literal, às vezes bastando que carros de patrulha percorram as ruas ordenando que os cidadãos voltem para suas casas e alertando os possíveis infratores.
O termo equivalente em inglês, curfew, é usado por certos albergues (os que não abrem 24 horas por dia) para indicar o horário-limite até ao qual o estabelecimento fica aberto para receber hóspedes. Após esse horário, os  hóspedes podem ser obrigados a dormir na rua até à reabertura na manhã seguinte.
O toque de recolher também é usado, em algumas cidades, para proibir menores de idade de frequentar casas noturnas e estabelecimentos que vendam tabaco e bebidas alcoólicas.
Nos EUA e na Austrália, alguns aeroportos operam com "toque de recolher operacional", efetivamente fechando entre determinadas horas da noite, principalmente para respeitar a lei do silêncio em áreas residenciais vizinhas. Alguns exemplos são os de Aeroporto LaGuardia, em Nova York e o Aeroporto Internacional Kingsford Smith, em Sydney.

## Aplicações
O toque de recolher foi usado extensivamente pelos nazistas na Alemanha entre 1933 e 1945 contra judeus. Na mesma época, os EUA fizeram o mesmo contra imigrantes japoneses e seus descendentes (nisseis, sanseis) na Costa Oeste do país (Califórnia, Oregon e Washington). No mesmo país, nas décadas seguintes, os cidadãos afro-americanos sofreram o mesmo tipo de restrição durante a vigência da Lei Jim Crow. Regras similares existem até hoje (desde os anos 1980) em alguns lugares dos EUA, proibindo menores de idade de se reunirem em locais públicos durante o horário letivo.
Mais recentemente, o toque de recolher como medida política e pública tem sido usado em diversas ocasiões, decretados por governos legítimos ou não:
- por Israel contra civis palestinos nos Territórios ocupados
- durante a insurreição de 2005 nos subúrbios da França
- em Beirute, no Líbano, em janeiro de 2006
- em Paris, na França, em novembro de 2015 por razão dos ataques terroristas que a cidade sofreu no dia 13 de novembro
- em São José dos Campos, no Brasil, em agosto de 2015, toque de recolher imposto por traficantes e bandidos no dia 20 de agosto

## Toque de recolher para menores de 18 anos

### No Brasil
No Brasil, o método vem sido usado eventualmente. No período do regime militar (1964-1985) o toque de recolher passou ser usado em 1966 com o decreto do presidente Humberto Castelo Branco — por pressões da chamada "linha dura" —, pessoas abaixo de 16 anos deveriam ficar na rua até no máximo às 0h — período em que carros do exército e da polícia patrulhariam as ruas — devido ao que chamava de "ameaças em atividade na madrugada e pela segurança nacional". A partir da decretação do Ato Institucional N.º 5 (AI-5), em 1968, esse período diminuiu para 23h (com exceção aos domingos, cujo prazo era 1h da madrugada, aos feriados e os recessos), e todas as pessoas, independentemente da idade deveriam ficar em casa. A chamada "Policia Patrulheira" capturava pessoas e as levava à delegacia ou em algum centro de comando militar, onde eram mantidas até no máximo às 5h. Em 1977 foi proibido o uso de violência aos "violadores", e no ano seguinte, em 1978, o toque foi extinto em todo o território nacional, a mando do presidente Ernesto Geisel. Mesmo após o regime, diversos municípios já possuíram toque de recolher para menores de 18 anos. O caso mais famoso é o da cidade de Fernandópolis, que instituiu a medida em 2005. Na cidade, as crianças e adolescentes ficavam proibidos de circular pelas ruas depois das 23h. Inspirados na cidade, cerca de 100 outros municípios em 22 estados adotaram medidas semelhantes.
No entanto, a legalidade da medida foi questionada. O Conselho Nacional dos Direitos da Criança e do Adolescente aprovou parecer contrário ao toque de recolher, afirmando que a medida contraria o Estatuto da Criança e do Adolescente e a Constituição Federal e é uma medida paliativa que esconde os problemas ao invés de resolvê-los, e o Ministério Público de São Paulo entrou com recurso para derrubar a medida.
Em 2012, o Supremo Tribunal Federal atendeu o recurso do Ministério Público de São Paulo e cassou a portaria de Fernandópolis. Medidas semelhantes foram cassadas em outras cidades, como em Monte Sião, onde a medida foi considerada inconstitucional..

### Outras jurisdições
- Reino Unido: Com a Lei de Comportamento Antissocial (Anti-Social Behaviour Act), de 2003, foram criadas zonas especiais nas quais a polícia pode deter e escoltar até em casa menores de 16 anos desacompanhados após as 21h, infratores ou não. Apesar de um sucesso inicial[8], o Alto Tribunal de Justiça britânico decidiu em um caso particular que a lei não dava poder de prisão à polícia, e os agentes não poderiam forçar um jovem a acompanhá-los. O Ministério do Interior (Home Office) do Reino Unido está recorrendo da decisão[9]. As leis de toque de recolher juvenil estão em disputa judicial por defensores de direitos humanos.
- Singapura: As autoridades também impuseram um toque de recolher às 23h para crianças e adolescentes menores de 16 anos de idade. Os detidos podem sofrer uma advertência e os pais também recebem uma carta. A medida, tomada em 2006, foi imposta para combater a delinquência juvenil.
- Dinamarca: A polícia de duas cidades (Silkeborg e Slagelse) anunciou que prenderá e levará à delegacia menores de 15 anos e informará aos pais que devem buscá-los na cadeia se forem encontradas nas ruas entre meia-noite e 5h. Não há lei na Dinamarca que cubra a área, então as crianças não são punidas nem advertidas de forma alguma. Entretanto, a Dinamarca não tem um sistema penal juvenil separado, o que causa o perigo de misturar jovens com presos adultos nas mesmas celas;[10][11] as autoridades de Aarhus apenas notificam os pais através de cartas.[12].